# Amphilophus zaliosus
Espèce
Statut de conservation UICN

 CR B1ab(iii,v) : 
En danger critique
Amphilophus zaliosus est une espèce de poissons de la famille des Cichlidés endémique de la lagune d'Apoyo au Nicaragua.